# Ель-Серено, Лос-Анджелес
Ель-Серено (ісп. for "The Serene") — район Лос-Анджелеса в районі Істсайд Лос-Анджелеса округу Лос-Анджелес, Каліфорнія.

## Історія

### Іспанський період (1769—1821)
Район Ель-Серено європейці вперше відвідали в 1769 році, коли іспанська сухопутна експедиція Портоли проходила на південь від сучасного Ель-Серено. У 1771 році була заснована місія Сан-Габріель Арканхель, у тому числі територія, яка стала районом Ель-Серено, використовувалася для випасу худоби, а в 1776 році там було побудовано саман.

### Мексиканський період ранчо (1831–1847)
Після здобуття Мексикою незалежності від Іспанії (1821 р.) Ранчо Роса-де-Кастілья, названий на честь струмка, який протікав територією, був наданий Хуану Бальестеросу в 1831 році. Цей потік називали Арройо-Роза-де-Кастілья через троянди, що росли на його берегах. . Він включав те, що зараз є Ель-Серено. Lincoln Heights і City Terrace, а також частини Південної Пасадени, Альгамбри та Монтерей-парку. Після секуляризації місій у 1833 році ранчо перейшло до Франциско (Чіко) Лопеса.
Rancho Rosa de Castilla було придбано приблизно в 1850 році Анаклетом Лестрейдом, священиком церкви Богоматері Ангелів на Лос-Анджелес Плаза. У 1852 році Жан-Батист (Хуан Баутіста) Батц і його дружина Каталіна Хегі Батц придбали у Лестрейда глинобитний будинок на ранчо. Батц займався землеробством і розводив овець до своєї смерті 6 грудня 1859 року. Відповідно до Закону про гомстед, його вдова отримала право власності на 160 акрів (65 га), на яких стояв саман у 1876 році. Вона придбала землю у навколишніх власників, і згодом ранчо зросло до 3283 акрів (1329 га). Він включав пізніші громади Рамона Акрес (місто Альгамбра), Сьєрра-Віста (Ель-Серено), Сьєрра-Парк (Ель-Сероно), Західна Альгамбра (Альгамбра та Ель-Сероно) і Бейрдстаун (Е. І. Серено) на захід до Е. І. Серено-авеню (тепер Східна проспект). Після смерті Каталіни 22 лютого 1882 року земельна частина маєтку була розділена між шістьма з восьми її дітей. Найпівденніші 700 акрів (283 га) перейшли до третього старшого сина, Хосе Домінго Баца.

### Друга світова війна (1939-1945)
Населення Ель-Серено помітно зросло, коли країна готувалася до війни. Через нормування газу та каучуку більшість нових мешканців, які приїхали працювати на літакобудівні та боєприпасні заводи в Лос-Анджелесі, переїхали до громад уздовж маршрутів Pacific Electric. У воєнні роки Ель-Серено пережив значне промислове зростання. Багато сімей, які переїхали сюди в той час, були італо-американськими. Зростання населення призвело до будівництва театру Ель Серено на Східній авеню 3333, це був третій театр у громаді.

### Після другої світової війни
Обмежувальні угоди не дозволяли мексикансько-американським сім'ям, які проживали в сусідніх громадах Лінкольн-Гайтс і Бойл-Гайтс, купувати будинки в Е. І. Серено. Після того, як обмеження було знято рішенням Верховного суду 1948 року (Шеллі проти Кремера), багато мексикансько-американських сімей переїхали до EI Sereno. Попит на житло після Другої світової війни був задоволений будівництвом нових районів у південній частині Ель-Серено.
Як і інші сусідні громади на північному сході Лос-Анджелеса, Ель-Серено переживає джентрифікацію, оскільки багато літніх і давніх власників будинків замінені професіоналами та молодими сім’ями.